# Ozonid
Az ozonid molekulaion, képlete O−3. Az ózon (O3) alkénhez való addíciójával keletkező gyűrűs vegyületeket is nevezik ozonidoknak.

## Ionos ozonidok
A szervetlen ozonidok sötétvörös sók. Az anion az ózonhoz hasonlóan V alakú.
Szervetlen ozonidok keletkeznek kálium, rubídium és cézium ózonos égetésével vagy az alkálifém-hidroxid ózonos kezelésével. Ez kálium-, rubídium-, illetve cézium-ozonidot ad. Ezek nagyon érzékeny robbanóanyagok, melyek alacsony hőmérsékleten nemesgáz légkörben tárolandók. A lítium- és nátrium-ozonid különösen instabilak, és alacsony hőmérsékletű ioncserével hozhatók létre CsO3-ból kiindulva. A nátrium-ozonidot, mely NaOH-dá és NaO2-dá hajlamos bomlani, 1996-ig tiszta formában előállíthatatlannak hitték. Kriptandok és metilamin segítségével viszont a NaNO2-tel azonos szerkezetű vörös nátrium-ozonid kristályok állíthatók elő.
A tetrametilammónium-ozonid, mely cézium-ozonidból előállítható sómetatézissel, 348 K-ig (75 °C) stabil:
{\displaystyle {\ce {CsO3 + [(CH3)4N][O2] -> CsO2 + [(CH3)4N][O3]}}}
Alkáliföldfém-ozonidok is ismertek. Például magnézium-ozonid-komplexeket izoláltak alacsony hőmérsékletű argonmátrixban.

## Kovalens egyszeresen kötött struktúrák
A foszfit-ozonidok ((RO)3PO3) használhatók szingulett oxigén előállítására. Ez foszfitészter diklórmetánban való ozonizálásával állítható elő alacsony hőmérsékleten, és szingulett oxigén és foszfátészter termékekkel bomlik.
1. {\displaystyle {\ce {(RO)3P + O3 -> (RO)3PO3}}}
2. {\displaystyle {\ce {(RO)3PO3 -> (RO)3PO + ^{1}O2}}}

## Molozonidok

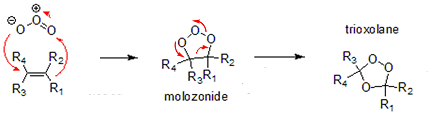
Szerves ozonid keletkezése. A második nyíl több lépést mutat az ozonolízisben.

A molozonidok ózon és alkének addíciójával jönnek létre. Ritkán izolálják az ozonolízis reakciólépésében. Instabilak, és gyorsan 1,2,4-trioxolánná alakulnak. Ezek általában rossz szagú olajos folyadékok, és gyorsan karbonilvegyületekké (aldehidekké, ketonokká) és peroxidokká bomlanak víz jelenlétében.

## Fordítás
Ez a szócikk részben vagy egészben  az   Ozonide című angol Wikipédia-szócikk ezen változatának fordításán alapul.  Az eredeti cikk szerkesztőit annak laptörténete sorolja fel. Ez a jelzés csupán a megfogalmazás eredetét és a szerzői jogokat jelzi, nem szolgál a cikkben szereplő információk forrásmegjelöléseként.